# United States Army Reserve
Lo United States Army Reserve è la forza di riserva dell'Esercito degli Stati Uniti.
Le persone nelle forze di riserva non sono soldati a tempo pieno, poiché hanno anche una carriera civile. Le forze di riserva dell'esercito degli Stati Uniti sono in riserva dell'esercito degli Stati Uniti e della Guardia Nazionale.

## Storia
La Riserva dell'Esercito è stata costituita nel 1908 per fornire una riserva di medici ufficiali per l'esercito. Dopo la prima guerra mondiale, il Congresso riorganizzò le forze di terra statunitensi. Il National Defence Act del 4 giugno 1920 ha autorizzato un esercito regolare, una Guardia Nazionale, e una Riserva Organizzata di dimensioni illimitate.
La Riserva Organizzata in seguito divenne la riserva dell'esercito.

## Organizzazione
- Office of the Chief of Army Reserve
- United States Army Reserve Command